# Orfelia atriceps
Orfelia atriceps är en tvåvingeart som först beskrevs av Edwards 1913.  Orfelia atriceps ingår i släktet Orfelia och familjen platthornsmyggor. Inga underarter finns listade i Catalogue of Life.